# فصل برداشت: یک زندگانی شگفت‌انگیز
فصل برداشت: یک زندگانی شگفت‌انگیز (به انگلیسی: Harvest Moon: A Wonderful Life) یک بازی ویدئویی در سبک شبیه‌سازی مزرعه‌داری است که توسط شرکت مارولوس اینتراکتیو طراحی و ساخته شد. این بازی که در مجموعه بازی‌های فصل برداشت قرار دارد، برای نخستین بار در ۱۲ سپتامبر ۲۰۰۳ برای کنسول گیم‌کیوب در ژاپن منتشر شد. این بازی در ۱۱ نوامبر ۲۰۰۴ برای کنسول پلی‌استیشن ۲ نیز منتشر شد. این بازی، نخستین بازی از این سری بود که برای کنسول گیم‌کیوب نیز منتشر شد.

## داستان
وقتی بازیکن بازی را شروع می‌کند، صحنه‌ای از خط ساحلی دره فرامت-می-نات ولی را می‌بیند. تاکاکورا، مرد مسنی که دوست صمیمی پدر شخصیت اصلی بوده، در حال صحبت با پدرش می‌گوید: «او ناراضی نبود، اما به نظر می‌رسید در زندگی هدف مشخصی ندارد. یک روز به دیدارش رفتم و دربارهٔ مزرعه‌ای که برایش به جا گذاشته بودی گفتم. پسرت اطلاعات زیادی دربارهٔ کشاورزی نداشت، اما تمایل داشت آن را امتحان کند؛ بنابراین او را به دره فرامت-می-نات آوردم.»
سپس شخصیت اصلی (که در نسخه ویژه هاروست مون: آ واندرفول لایف به‌طور پیش‌فرض مارک نام دارد) در حال قدم زدن با تاکاکورا در روستا نشان داده می‌شود. تاکاکورا توضیح می‌دهد که چگونه او و پدر مارک صاحب این مزرعه بوده‌اند.
به شخصیت اصلی انبار، سوله ابزار، انبار مواد غذایی، مرغدانی، خانه خودش و خانه تاکاکورا نشان داده می‌شود. هنگام نمایش مرغدانی، دو سگ ظاهر می‌شوند و بازیکن می‌تواند بین سگ با گوش‌های نوک‌تیز یا افتاده یکی را انتخاب کند. تاکاکورا می‌گوید که برای سگ دیگر صاحبی پیدا خواهد کرد و بعداً یک خانه سگ خواهد ساخت. در نهایت، داخل انبار نشان داده می‌شود که گاو ابتدایی در آنجا قرار دارد و در این مرحله می‌توان نام مزرعه را انتخاب کرد.
پس از نمایش مزرعه، تاکاکورا موافقت می‌کند که شخصیت اصلی را با دره و اهالی آن آشنا کند: تیم، صاحب مسافرخانه اینر این، همسرش روبی و پسرشان راک؛ نامی، دختری که در مسافرخانه اقامت دارد؛ والی، یک ورزشکار، همسرش کریس و پسرشان هیو؛ گالن و همسرش نینا؛ گریفین، صاحب بار بلو و مافی، یکی از کارکنان آنجا؛ رومانا، نوه‌اش لومینا و پیشخدمتشان سباستین؛ وستا، یک کشاورز، برادرش مارلین و دستیارشان سلیا؛ کسی و پاتریک، دوقلوهای آتش‌بازی؛ کدی، یک هنرمند؛ داریل، یک دانشمند؛ گاستافا، یک موسیقیدان؛ و کارتر، یک محقق و دستیارش فلورا. سلیا، نامی و مافی از جمله دختران قابل ازدواج هستند (در نسخه ویژه و استوری آو سیزونز: آ واندرفول لایف، لومینا نیز به این لیست اضافه شده است). شخصیت‌های دیگر شامل دکتر هاردی، فروشنده‌ای به نام وان و مرد بی‌خانمانی از دره پو-پو به نام موری هستند. در پایان، شخصیت اصلی با اسپرایت‌های برداشت محصول به نام‌های نیک، ناک و فلاک آشنا می‌شود.